# ساكوينافير
يباع ساكوينافير تحت الاسم التجاري (Invirase - Fortovase)، وهو دواء مضاد للفيروسات القهقرية يستخدم مع أدوية أخرى لعلاج أو منع الإصابة بفيروس نقص المناعة البشرية/ الإيدز. وعادة ما يستخدم مع أدوية أخرى مضادة للفيروسات مثل (Ritonavir) أو (Lopinavir/Ritonavir) لزيادة فعاليته, ويؤخذ عن طريق الفم.
من الآثار الجانبية الشائعة لهذا الدواء: الشعور بالغثيان، التقيؤ، الإسهال، والشعور بالتعب.أما الآثار الجانبية الأكثر خطورة فتتضمن: إطالة فترة QT، إحصار القلب، ارتفاع دهون الدم بالإضافة إلى مشاكل في الكبد.ورد أنه آمن خلال فترة الحمل. ويصنف هذا المضاد ضمن فئة مثبطات البروتياز، فهو يعمل عن طريق تثبيط عمل الإنزيم البروتيني لفيروس نقص المناعة.
بيع هذا الدواء لأول مرة عام 1995, واعتبارا من 2015 أصبح غير متوفرا كدواء تجاري في الولايات المتحدة.
ويعتبر هذا الدواء غالي الثمن، حيث أن مبيعاته اليومية في الدول النامية تصل إلى (4.5) دولار أمريكي. 

## الاستخدامات الطبية
يستخدم ساكوينافير مع أدوية أخرى لعلاج أو منع الأصابة بفيروس نقص المناعة البشرية/ الإيدز. وعادة ما يستخدم مع أدوية أخرى مضادة للفيروسات مثل (Ritonavir) أو (Lopinavir/Ritonavir) لزيادة فعاليته.

## الآثار الجانبية
من أكثر الآثار الجانبية حدوثا مع أي تركيبة ساكوينافير الأعراض المعدية المعوية الخفيفة مثل: الإسهال، الشعور بالغثيان، سيولة البراز، واضطرابات في منطقة البطن.
يتحمل المرضى دواء (Invirase) أكثر من (Fortovase).

## التوافر البيولوجي والتفاعلات الدوائية
يمتلك ساكوينافير، في تركيبة إنفايريز (Invirase)، عندما يعطى وحده وعن طريق الفم، توافر بيولوجي متغير ومنخفض، أما تركيبة فورتوفيز (Fortovase) ففعاليتها تعادل ما يقارب ثمانية أضعاف تركيبة إنفايريز(Invirase) ضمن الجرعة المعيارية.
في الدراسات السريرية، وجد أن التوافر البيولوجي الفموي من ساكوينافير في كل من التركيبتين يزيد بشكل كبير عندما يأخذ المريض دواء ريتونافير. وهذا له فائدة كبيرة على المرضى حيث أنهم يستطيعون تناول جرعة أقل من الساكوينافير مع الحفاظ على مستوياته في بلازما الدم بشكل كافي لتثبيط عملية تضاعف فيروس نقص المناعة البشرية بكفاءة.
أما بالنسبة للآلية التي كانت وراء هذه الملاحظة لم تكن معروفة بشكل مباشر، ولكن تبين في وقت لاحق أن ريتونافير يثبط إنزيم سايتوكروم P4503A4، المسؤول عن أيض الساكوينافير وتحويله لمركب غير فعال، لذلك عند استخدام الريتونافير الذي يقوم بدوره بتثبيط هذا الإنزيم، فإن مستويات الساكوينافير في بلازما الدم سترتفع بشكل ملحوظ. بالإضافة إلى ذلك، يعمل ريتونافير أيضا على تثبيط النواقل متعددة الأدوية لحد ما.
وخلافا لغيرها من مثبطات الإنزيم البروتيني، فإن امتصاص الساكوينافير قد يتحسن عند استخدام الأوميبرازول.

## آلية العمل
تعمل الإنزيمات البروتينية بشكل طبيعي على تكسير جزيئات البروتين إلى أجزاء أصغر، وهنا يأتي دور الساكوينافير في تثبيط هذه الإنزيمات.
إن للإنزيم البروتيني الخاص بفيروس نقص المناعة البشرية دور أساسي في كل من تضاعف الفيروس داخل الخلية وإطلاق جسيمات فيروسية ناضجة من خلية مصابة، أما الساكوينافير فيقوم بالارتباط بالموقع النشط للإنزيم البروتيني الفيروسي ويمنع انشطار عديد البروتين الفيروسي، مما يمنع نضوج الفيروس.
يثبط ساكوينافير كل من نوعي فيروس نقص المناعة البشرية 1 و 2 .

## المجتمع والثقافة

### التكلفة
اعتبارا من 2015 أصبح غير متوفرا كدواء تجاري ويعتبر هذا الدواء غالي الثمن، حيث أن مبيعاته اليومية في الدول النامية تصل إلى (4.5) دولار أمريكي.

### التركيبات الدوائية
تم تسويق تركيبتين:
1- كبسولات إنفايريز (hard gel)، والذي يتطلب دمجه مع ريتونافير لزيادة التوافر البيولوجي لساكينافير.
2- كبسولات فورتوفيز (soft gel)، والذي تم إيقافه في جميع أنحاء العالم في عام 2006 .

## الروابط الخارجية
- Saquinavir bound to proteins in the PDB